# イアン・ブッチャー
イアン・ブッチャー（Ian Butcher、1980年10月17日 - ）は南アフリカ共和国の野球選手。ポジションは外野手。右投右打。
身体能力に恵まれており、外野からの返球はメジャークラスに匹敵するほどの強肩を持つ。
2006年のWBCでは南アフリカ代表に選出され、主に9番打者として3試合に出場した。
2007年のIBAFワールドカップにも出場している。